# Rishiri (Hokkaidō)
Rishiri (利尻町, Rishiri-chō) est un bourg du district de Rishiri, situé dans la sous-préfecture de Sōya, sur l'île de Hokkaidō, au Japon.

## Géographie

### Situation
Le bourg de Rishiri est situé sur la partie occidentale de l'île Rishiri, dans le nord-ouest de la sous-préfecture de Sōya, au Japon.

### Démographie
Au 31 mars 2015, la population de Rishiri s'élevait à 2 222 habitants répartis sur une superficie de 76,51 km2.

### Climat
Contrairement au climat continental dominant à l'intérieur de Hokkaido, l'île de Rishiri connaît de petits changements de température tout au long de l'année, tout comme l'île de Kihnu ou l'île de Juan Fernández. La température ne dépasse pas 26 °C en été, et descend rarement en dessous de −12 °C en hiver.
| Mois                                             | jan.       | fév.       | mars       | avril     | mai       | juin      | jui.      | août      | sep.      | oct.      | nov.       | déc.       | année      |
| ------------------------------------------------ | ---------- | ---------- | ---------- | --------- | --------- | --------- | --------- | --------- | --------- | --------- | ---------- | ---------- | ---------- |
| Température minimale moyenne (°C)                | −6,4       | −6,5       | −3,2       | 1,4       | 6,1       | 10,4      | 14,9      | 16,6      | 13,5      | 8         | 1,2        | −4,2       | 4,3        |
| Température moyenne (°C)                         | −4         | −3,8       | −0,3       | 4,6       | 9,6       | 13,7      | 18        | 19,9      | 17,3      | 11,5      | 4          | −1,8       | 7,4        |
| Température maximale moyenne (°C)                | −1,8       | −1,4       | 2,1        | 7,6       | 13,2      | 17,3      | 21,4      | 23,1      | 20,6      | 14,4      | 6,7        | 0,5        | 10,3       |
| Record de froid (°C) date du record              | −15,7 1979 | −16,9 1978 | −14,4 1991 | −6,4 2012 | −1,8 1989 | 1,3 1985  | 5,5 1989  | 8,8 2008  | 5,4 1992  | −0,7 2004 | −10,5 1987 | −12,3 1987 | −16,9 1978 |
| Record de chaleur (°C) date du record            | 7,3 2009   | 7,4 2010   | 12,4 2021  | 19,3 2012 | 23,8 2011 | 28,6 1988 | 31,9 2021 | 32,5 1989 | 30,4 2020 | 21,8 2013 | 16,7 1990  | 12,1 2014  | 32,5 1989  |
| Ensoleillement (h)                               | 42,5       | 74,3       | 133,1      | 173       | 184,3     | 153,4     | 152,5     | 162       | 175,1     | 137,7     | 65,8       | 37,8       | 1 492,5    |
| Précipitations (mm)                              | 46,4       | 33,3       | 34,8       | 41,2      | 68,4      | 62,1      | 93,8      | 118,2     | 117,9     | 117,5     | 106,5      | 72,6       | 916,2      |
| Nombre de jours avec précipitations              | 13,9       | 11,2       | 9          | 8,5       | 9,3       | 8,6       | 8,6       | 9,1       | 11        | 13,3      | 13         | 13,8       | 128,7      |
| dont nombre de jours avec précipitations ≥ 10 mm | 0,9        | 0,5        | 0,8        | 1,1       | 2         | 1,9       | 3,2       | 3,5       | 3,5       | 3,9       | 3,4        | 2          | 26,8       |

| Diagramme climatique                                  |              |             |            |             |              |              |               |               |            |             |             |
| J                                                     | F            | M           | A          | M           | J            | J            | A             | S             | O          | N           | D           |
| −1,8−6,446,4                                          | −1,4−6,533,3 | 2,1−3,234,8 | 7,61,441,2 | 13,26,168,4 | 17,310,462,1 | 21,414,993,8 | 23,116,6118,2 | 20,613,5117,9 | 14,48117,5 | 6,71,2106,5 | 0,5−4,272,6 |
| Moyennes : • Temp. maxi et mini °C • Précipitation mm |              |             |            |             |              |              |               |               |            |             |             |